# Gibun
Das Gibun ist ein koreanischer Begriff, der sich nur schwer ins Deutsche übertragen lässt. Man könnte ihn mit emotionales Gleichgewicht, Selbstwertgefühl oder Reputation übersetzen, wirklich gerecht wird das dem Begriff aber auch nicht.
Aufgrund der konfuzianisch geprägten Kultur Koreas wird dem persönlichen Gemütszustand besondere Bedeutung zugemessen. Eine harmonische zwischenmenschliche Beziehung ist wesentlich bedeutsamer als der Abschluss dringender Geschäfte oder die Nennung unbequemer Wahrheiten. Dieses innere Gleichgewicht nennt der Koreaner Gibun. Im Umgang mit Koreanern ist es wichtig, das Gibun des Anderen richtig einschätzen zu können und es nicht zu verletzen. Das Gibun eines Koreaners wird beispielsweise verletzt, wenn ein Untergebener ihm nicht den nötigen Respekt zollt, sich nicht tief genug verbeugt oder nicht die richtige Höflichkeitsform verwendet. Redet man unwissentlich schlecht über die Heimatstadt des Gegenübers oder überreicht ihm ein Geschenk mit der linken Hand, verletzt man ebenfalls sein Gibun. Die Einhaltung der traditionellen Höflichkeitsformen ist das oberste Gebot. Besonders beim Essen sind etliche Tabus zu beachten.

## Nunchi
Nunchi, was etwa Augenmaß bedeutet, beschreibt die Fähigkeit, das Gibun und den Gemütszustand des Gegenübers richtig einzuschätzen und sich darauf einzustellen. Für westliche Menschen ist dies aufgrund des anderen kulturellen Hintergrund nicht gerade leicht, so kann zum Beispiel Lächeln in Korea auch Scham oder Verlegenheit ausdrücken. Wichtig im Umgang mit Koreanern ist eine gewisse Zurückhaltung, sowohl beim Reden als auch bei der Gestik. Hat man es mit mehreren Koreanern zu tun, ist es besonders wichtig, den Höchsten in der Hierarchie mit besonderem Respekt zu behandeln.